# Касино
Касино  (на италиански: Cassino, Casinum) e град и община в италианската провинция Фрозиноне в регион Лацио, Централна Италия. Намира се на 131 км югоизточно от Рим, на 98 км северно от Неапол и на 53 км югоизточно от Фрозиноне и на 37 км до брега при Минтурно. До 1871 г. градът се казва Сан Германо.
Градът има 32 977 (30 септември 2009) жители.
Касино лежи в долината на река Гариляно (Лири), в подножието на планината Монтекасино, на която Бенедикт Нурсийски през 529 г. основава манастира Монтекасино, който е началното място на Бенедиктаните.
През 312 пр.н.е. волскиият град Казинум става римска колония. Градът e напълно разрушен в битката при Монте Касино през 1944 г.
През 1979 г. е основан университетът в Касино.